# Biurokracja maszynowa
Biurokracja maszynowa – typ struktury organizacyjnej. Opiera się na standaryzacji procesu pracy. Zadania pracowników są zrutynizowane. Podział pracy, formalizacja, specjalizacja są daleko posunięte. Kontrola jest obsesją takiej organizacji. Przykładami biurokracji maszynowej są: urzędy, koncerny, fast-food itp.